# Пуир
Пуи́р — посёлок сельского типа в Николаевском районе Хабаровского края. Административный центр Пуирского сельского поселения. Расположен на берегу Амурского лимана, в 79 километрах от районного центра — города Николаевск-на-Амуре

## Население
| 1992 | 2002 | 2010 | 2011 | 2012 | 2021 |
| ---- | ---- | ---- | ---- | ---- | ---- |
| 383  | ↘268 | ↘223 | ↘222 | ↘220 | ↘136 |

## Экономика
Основной вид деятельности местного населения — рыбодобыча и рыбообработка. В п. Пуир находится база рыболовецкой артели «Пуир».